# 대항해시대 온라인
대항해시대 온라인은 코에이테크모가 개발한 MMORPG이다. 대한민국에서는 CJ E&M의 유통으로 넷마블, 한게임, 다음, 파파야플레이를 통해 서비스 되고 있다.
일본은 2005년 3월 16일 부터 정식 서비스가 개시되었다. 대한민국에서는 2차의 클로즈베타를 거쳐 오픈베타가 2005년 9월 8일 시작되었고, 11월 15일에 추가 3국(네덜란드·프랑스·베네치아) 패치가 있었다.

## 기능
노부나가의 야망에 이어 MMORPG로서 온라인화된 대항해시대 시리즈의 두 번째 작품이다. 플레이어는 에스파니아, 포르투갈, 잉글랜드, 네덜란드, 프랑스, 베네치아의 6개국 중 하나의 국적을 선택할 수 있으며, 제 7의 국가로 오스만 투르크가 등장하지만 직접 선택은 불가능하며, 특별한 절차를 밟은 뒤 게임 '망명'을 통해 선택할 수 있다. 또한 신성 로마 제국과 제노바 공화국와 Chapter 4 북방의 사자에 추가된 스웨덴 왕국도 등장하나, 완전한 시스템상에만 존재하는 국가이며, 이용자는 선택할 수 없다.
직업으로서는 모험계, 해양계, 상인계 크게 세가지로 나뉘며 그 계열에서도 직업 분류가 다양하다. 외모는 캐릭터 생성시 및 게임 내 아이템으로도 바꿀 수 있으며, 플레이 상황에 따라 새로운 옷들을 구매·제작·발견할 수 있다.
게임은 스킬 중심이며, 이와 함께 명성치가 큰 영향을 끼친다. 플레이어는 항해를 하거나 교역을 하는 등의 행위, 또는 퀘스트를 받아 이를 푸는 등을 통해 경험치와 명성치를 얻어 레벨업이나 명성에 따른 이벤트 진행을 할 수 있게 된다. 또한, 명성치에 따라 자동적으로 부여되는 스토리 진행(이를 보통 이벤트라 칭한다)에 따라 입항 허가를 받아 캐릭터가 이동할 수 있는 해역이 늘어나기도 한다.
대형 이벤트로서, 국가간 대항전인 대해전,카드 덱 대결인 아카데미등이 있다. 비정기적으로 개최되는 'Live Event'도 가끔 개최된다. (Ex:성 안토니우스축제, 베네치아 가면 축제, 부활절축제)
기본적으로 2클라이언트 (2개의 게임을 같이 실행)하는 것이 가능하며 윈도 7이상에서는 더 많이 가능하다. 사실, 대항해시대 온라인 운영진은 다수의 클라이언트를 동시에 운용하는 것을 금하고 있기에 사실상 불법이지만, 게임 유저들의 편의 상 어느 정도의 허용은 해준다고 한다.
특히, 대항해시대 인벤에 들어가면 다운로드 받을 수 있는 네비게이션(DHO NAVI) 프로그램 이나, 2 클라이언트 플레잉 까지는 사실상 허용을 해주기에 대항해시대 온라인 유저들의 편의성 증대를 목적으로 한 운영진의 방침은 그에 맞게 실현되었다고 볼 수 있다.

## 이벤트 등장인물
국가마다 자신들의 이야기 구조를 따르는 이벤트가 있다. 잉글랜드, 에스파니아, 포르투갈은 이 진행 결과에 따라 게임 진행의 양상이 변화한다. 여기서는 간단한 줄거리와 등장인물을 소개한다. 등장인물 이름의 굵은 글씨는 약칭이다.

### 에스파니아
- 발타자르 올리베이라 (38,남)(에스파니아) - 가끔 포르투갈 이벤트에서도 등장한다.
- 에드워드 데 마스칼레나스 (20,남)(에스파니아) - 가끔 포르투갈 이벤트에서도 등장한다.
- 아고스티노 (39,남)(에스파니아) - 가끔 포르투갈 이벤트에서도 등장한다.
- 발바롯사 하이레딘 파샤 (38,남)(오스만 투르크) - 가끔 포르투갈 이벤트에서도 등장한다.
- 일레느 (29,여)(프랑스) - 가끔 포르투갈 이벤트에서도 등장한다.
- 크리스토발 콜롬 (45,남)(에스파니아)
- 알바 공작 페르난도 알바레스 (49,남)(에스파니아) - 가끔 네덜란드,포르투갈 이벤트에서도 등장한다.

### 포르투갈
- 알베로 살미엔트 (19,남)(포르투갈) - 가끔 에스파니아 이벤트에서도 등장한다.
- 디에고 살미엔트 (42,남)(포르투갈) - 가끔 에스파니아 이벤트에서도 등장한다.
- 후안 (10,남)(포르투갈) - 가끔 에스파니아 이벤트에서도 등장한다.
- 산자이 (18,남)(인도) - 가끔 잉글랜드,네덜란드 이벤트에서도 등장한다.
- 바스코 다 가마 (25,남)(포르투갈)

### 잉글랜드
- 라이자 미들튼 (21,여)(잉글랜드) - 가끔 네덜란드 이벤트에서도 등장한다.
- 고든 (40,남)(잉글랜드) - 가끔 네덜란드 이벤트에서도 등장한다.
- 월리엄 미들튼 (29,남)(잉글랜드) - 가끔 네덜란드 이벤트에서도 등장한다.
- 킬링류 백작 (45,남)(잉글랜드)
- 맥그리거 (38,남)(잉글랜드)

### 네덜란드
네덜란드 독립전쟁에서 모티프를 따온 시나리오이다.
- 프레드릭 판 메텔렌 (24,남)(네덜란드) - 가끔 잉글랜드 이벤트에서도 등장한다.
- 에그먼트 (25,남)(네덜란드) - 가끔 잉글랜드 이벤트에서도 등장한다.
- 호른 (28,남)(네덜란드) - 가끔 잉글랜드 이벤트에서도 등장한다.
- 아마리아 (18,여)(네덜란드) - 가끔 잉글랜드 이벤트에서도 등장한다.
- 이네스(25,여)(에스파니아)

### 프랑스·베네치아
프랑스와 베네치아는 이벤트 대다수가 동일하며, 전반부와 결말만 다르다.
- 줄리앙 클라렌스 (23,남)(프랑스)
- 드 브로이 백작부인 (42,여)(프랑스) - 프랑스 이벤트에서만 등장한다.
- 오규스탄 (39,남)(프랑스)
- 프랑스 황태후 (49,여)(프랑스)
- 오군 (20)(아프리카)
- 빅토리아 오르세오로 (23,여)(베네치아)
- 알비제 오르세오로 (30,남)(베네치아)
- 하룬 (12,남)(에스파니아)
- 그라데니고 (61,남)(베네치아)
- 파이살 (31,남)(오스만 투르크)

### 세계일주
이용자가 모든 해역의 입항권을 획득하면 시작이 가능한 특수 이벤트로, 국적에 상관없이 한가지 이야기로 전개된다.
- 엘레나 (여)(에스파니아)
- 디에고 바르보샤 (남)(에스파니아)
- 후안 세바스티안 엘카노 (남)(에스파니아)
- 페르디난드 마젤란 (남)(포르투갈)

## 에피소드 등장인물
에피소드는 퀘스트 방식으로 진행이 되며 아스텍, 동남아, 잉카편으로 되어 있다.

### 아스텍
- 소치틀 (여)
- 콰우테목 (남)
- 테노크 (남)
- 코르테스 (남)
- 아르바라드 (남)

### 동남아시아
- 라덴 (남)
- 아브리자 (여)

### 잉카
- 라우아 (여)
- 챠스키 (남)
- 피사로 (남)

## 동아시아 실력자
동아시아의 실력자들은 총 4명이며 각각 4개의 문화권을 대표하는 인물이다.
- 이순신 (남)(조선)
- 다테 마사무네 (남)(일본)
- 정성공 (남)(대만)
- 진양옥 (여)(화남)

## 대한민국에서의 역사
- 2015년
  - 9월 15일 - 《Episode Atlantis》 Chapter 1 《King Minos》투입
  - 5월 19일 - 《Gran Atlas》 Chapter 4 《Ancient Glory》투입
  - 3월 17일 - 《Gran Atlas》 Chapter 3 소규모 업데이트 《Pacific Ocean》투입
  - 1월 20일 - 《Gran Atlas》 Chapter 3 《Wild West》투입
- 2014년
  - 9월 16일 - 《Gran Atlas》 Chapter 2 《Astronomy》투입
  - 7월 15일 - 《Gran Atlas》 Chapter 1 소규모 업데이트 『Extreme North Sea』 투입
  - 5월 29일 - 《Gran Atlas》 Chapter 1 《Gran Atlas》투입
  - 1월 21일 - 《2nd Age》 Chapter 5 《백야의 바다》투입
- 2013년
  - 10월 15일 - 《2nd Age》 Chapter 4 《북방의 사자》투입
  - 8월 20일 - 헬리오스·셀레네 서버, 헬레네 서버로 전면 통합
  - 7월 16일 - 《2nd Age》 Chapter 3 《정복제》투입
  - 4월 16일 - 《2nd Age》 Chapter 2 《그리폰의 날개》투입
  - 1월 22일 - 《2nd Age》 Chapter 1 《머리가 둘 달린 독수리》 투입
- 2012년
  - 7월 31일 - 《Tierra Americana》 Chapter 4 《Extra Chapter Level 225》 투입
  - 4월 17일 - 《Tierra Americana》 Chapter 3 《Great Plains》 투입
- 2011년
  - 11월 1일 - 《Tierra Americana》 Chapter 2 《Vinland》 투입
  - 8월 2일 - 《Tierra Americana》 Chapter 1 《Atlantic》 투입
  - 2월 8일 - 《El Oriente》 Chapter 4 《The Land of The Dragons》 투입
- 2010년
  - 12월 21일 - 디케·폰토스·제피로스·에오스 서버, 폴라리스 서버로 전면 통합[1]
  - 12월 7일 - 《El Oriente》 Chapter 3 소규모 업데이트『Shining Pearl In Ocean - Catacomb』투입
  - 11월 4일 - 《El Oriente》 Chapter 3 《Shining Pearl In Ocean》 투입
  - 9월 7일 - 《El Oriente》 Chapter 2 소규모 업데이트 『Zipang - Azuchi』 투입
  - 7월 13일 - 《El Oriente》 Chapter 2 《Zipang》 투입
  - 4월 21일 - 《El Oriente》 Chapter 1 《The Morning Calm》 투입· 동아시아 지역 개방
  - 1월 27일 - 《Cruz del Sur》 Extra Chapter 《Nan Madol》·《Copan》 투입
- 2009년
  - 6월 17일 - 《Cruz del Sur》챕터 5. 《Manace of Ottoman》 투입. 오스만 투르크 국적 획득 가능
  - 3월 3일 - 한게임 캐릭터 추가 이전 접수 개시
  - 2월 17일 - 캐쉬 아이템 추가, 이용약관 및 게임 운영정책 개정[2]
  - 1월 27일 - 신규 서버 제피로스 추가.
  - 1월 20일 - 신규 서버 폰토스 추가.[3]
  - 1월 19일 - 신규 서버 디케 추가.
  - 1월 16일 - 신규 서버 에오스 추가.
  - 1월 15일 - 온라인 서비스 전면 무료화 시행.
  - 1월 1일 - 새해 이벤트 공지와 함께 공식홈페이지에 의문의 'D-DAY' 배너가 추가.
- 2008년
  - 11월 14일 - 한게임 채널링 서비스 중단.
  - 9월 9일 ~ 10월 28일 - 한게임 캐릭터를 대상으로 한 캐릭터 이전 작업(총 4회)
  - 10월 14일 - 《Cruz del Sur》챕터 4.《Inca》 투입.
  - 4월 15일 - 《Cruz del Sur》챕터 3.《Uluru》 투입.
  - 1월 30일 - 《Cruz del Sur》챕터 2. 《Special Ornaments》투입.
- 2007년
  - 10월 18일 - 남태평양까지 해역을 넓힌 두 번째 확장팩 《Cruz Del sur(크루스 델 수르)》 챕터1 《circumnavigation》투입.
  - 7월 19일 - 제우스 서버와 이리스 서버가 헬리오스 서버로, 아레스 서버와 가이아 서버가 셀레네 서버로 통합.
  - 6월 20일 - 《La Frontera》 챕터 3 《Spice Island》투입.
  - 6월 1일 - 신규 서버 에이레네(Non-PK)[2] 추가.
  - 2월 - 동남아시아 해역을 추가하는 《La Frontera》 챕터 2 《Ankor》 투입.
- 2006년
  - 11월 22일 - 《La Frontera》[4] 챕터 1 《AZTEC(아즈텍)》 투입.
  - 2월 21일 - 아테나·아폴론·포세이돈·하데스·헤르메스 서버가 아레스 서버로 통합.
- 2005년
  - 12월 27일 B그룹 서버(아테나·아폴론·포세이돈·하데스·헤르메스)에서 A그룹 서버(가이아·아레스·제우스)로의 캐릭터 이전 서비스 실시.(2006년 1월 24일까지 진행)[5]
  - 11월 30일 정식 서비스로 전환
  - 11월 15일 네덜란드, 베네치아, 프랑스 3개 국가 추가.
  - 9월 22일 신규 서버 가이아 추가, 한게임&다음 채널링 서비스 시작.
  - 9월 16일 신규 서버 헤르메스 추가
  - 9월 11일 신규 서버 포세이돈 추가
  - 9월 9일 신규 서버 아테나 추가
  - 9월 8일 오픈 베타 서비스 시작과 함께 이리스, 제우스, 하데스, 아폴론(틴[6]) 서버 추가.[7]

## 논란 거리
- 2009년 12월 일본에서 《El Oriente(엘 오리엔테)》[8]의 오프닝 동영상을 발표하자 일본인들이 코에이사를 향해 분노를 나타냈다. 이 동영상에는 희미하게 한국해를 의미하는 프랑스어‘Mer de Coree’가 표시되었다는 게 그 이유였다.[9] 결국 제작진측에서는 이 동영상을 폐기하고, 서비스 5주년을 기념하는 차원에서 새로운 오프닝 동영상[10]을 제작하였다.
- 2010년 4월 21일 《El Oriente(엘 오리엔테)》 챕터1 《The Morning Calm》 업데이트 중 프리 조선(자유조선) 중 조선 강화 시스템이 캐시로 나오면서 일주일동안 비판을 받았다. 그러자 넷마블 측은 결국 일부 NPC와의 전투에서 전리품으로 나오게 하게 되었다.
- 2010년 9월 7일 이날 유저들이 가장 많이 쓰는 구입발주서와 의뢰알선서가 패치 이후에 재고량이 종전의 5분의 1로 감소하여 이용자들이 큰 타격을 입고 심한 비판을 하였으며 이후에도 이 논란은 계속되어 이용자들이 가장 많이 이탈한 계기가 되었으며, 또한 면책 조항중에 대항해시대 온라인 서비스 종료에 관한 조항으로 인해 대항해시대 온라인의 서비스 종료에 대한 소문이 이어지자 제작진 측은 10일에 이 조항을 삭제하였다.
- 2011년 8월 2일 《Tierra Americana》 업데이트와 함께 논란이 되었던 특수 조선 강화 허가증과 강화 3종 아이템을 이벤트를 제외한 게임플레이로는 획득할 수 없도록 변경했고, 퀘스트로 획득하는 구입발주서는 감소분을 원상복구 하였다.

## 같이 보기
- 대항해 시대
- 대항해시대 시리즈
- 대항해시대 등장인물
- 코에이